# Лобозов, Василий Андреевич
Василий Андреевич Лобозов (1913—1944) — советский лётчик морской разведывательной авиации в годы Великой Отечественной войны, Герой Советского Союза (16.05.1944). Майор (19.02.1943).

## Биография
Родился 1 февраля 1913 года в деревне Василёво ныне — Вяземский (по другим данным — Тёмкинский) район Смоленской области). После окончания семи классов школы и Вяземской школы фабрично-заводского ученичества работал в Смоленске. В 1932 году переехал в Москву, где работал слесарем на заводе «Спецстрой».
В июне 1935 года был призван на службу в Рабоче-крестьянскую Красную Армию. Окончил Воронежскую школу младших авиаспециалистов в 1936 году. Служил стрелком-радистом в авиационной бригаде в Смоленске. Участвовал в Гражданской войне в Испании с ноября 1936 по октябрь 1937 года в качестве воздушного стрелка бомбардировщика СБ в экипажах Николая Острякова и Гавриила Прокофьева, выполнил 153 боевых вылета, в составе экипажа сбил 3 самолёта противника, был награждён двумя орденами Красного Знамени. После возвращения из Испании подал рапорт об обучении его на пилота и был зачислен курсантом в авиационное училище. В 1938 году окончил 7-ю Сталинградскую военно-авиационную школу имени Сталинградского Краснознамённого пролетариата. С декабря 1938 года служил старшим лётчиком в 40-м бомбардировочном авиационном полку ВВС Черноморского флота.
С июня 1941 года участвовал в Великой Отечественной войне. Воевал в составе того же полка, в июне 1941 года стал командиром звена. Уже в одном из первых боёв был тяжело ранен, впоследствии ещё неоднократно был сбит и ранен. Участвовал в авиаударах первых месяцев войны по объектам на территории Румынии (14 вылетов), в обороне Одессы (29 вылетов) и Севастополя (54 вылета). В июле 1942 года переведён на должность заместителя командира 27-й отдельной разведывательной эскадрильи. Освоил новый бомбардировщик Пе-2, а затем и «Бостон».

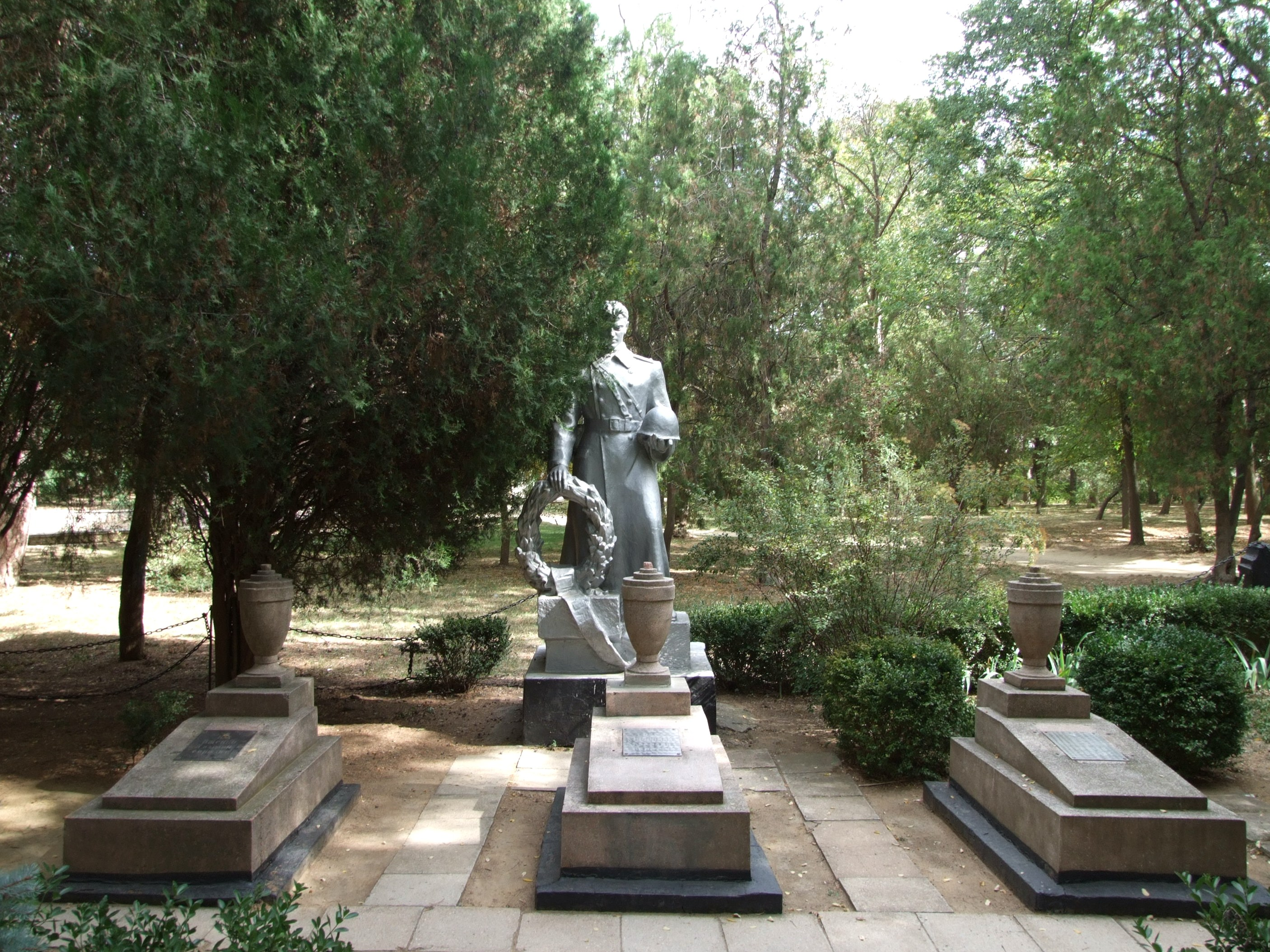
Группа из 6 одиночных могил в парке города Саки: летчика Р. И. Либермана, радиста В. Л. Баладжаняна, радиста Н. Ф. Ищенко и летчиков Героев Советского Союза В. А. Лобозова, В. А. Дегтярева, Д. А. Старикова

С апреля 1943 года майор Василий Лобозов был помощником по лётной подготовке командира 30-го разведывательного авиаполка ВВС Черноморского флота. Участвовал в битве за Кавказ.
К середине декабря 1943 года В. А. Лобозов совершил 185 боевых вылетов, нанеся своими бомбардировками большой урон противнику.
Указом Президиума Верховного Совета СССР от 16 мая 1944 года за «образцовое выполнение боевых заданий командования на фронте борьбы с немецкими захватчиками и освобождение Крымского полуострова и гор. Севастополя и проявленные при этом отвагу и геройство» майор Василий Лобозов был удостоен звания Героя Советского Союза с вручением ордена Ленина и медали «Золотая Звезда» за номером 3673.
В феврале 1944 года направлен на учёбу, в июле 1944 года окончил Курсы усовершенствования начальствующего состава ВВС ВМФ. Сначала вернулся на прежнюю должность в 30-й РАП ВВС ЧФ, а в августе 1944 года переведён помощником командира по лётной подготовке и воздушному бою в 13-й гвардейский морской разведывательный авиационный полк ВВС ВМФ Черноморского флота. В его составе принял участие в Ясско-Кишинёвской наступательной операции.
30 ноября 1944 года при выполнении боевого задания на самолёте А-20Ж «Бостон» потерпел авиационную катастрофу и погиб вместе со всем экипажем (получившая широкое распространение из публицистической литературы советского периода информация о гибели В. А. Лобозова при возвращении из разведывательного полёта на территории Венгрии в бою с шестёркой немецких истребителей не соответствует действительности — ВВС Черноморского флота, где служил Лобозов, в боях на территории Венгрии не участвовали). Похоронен в братской могиле в городском парке города Саки.

## Награды
- Медаль «Золотая Звезда» Героя Советского Союза (16.95.1944)
- Орден Ленина (16.05.1944)
- Три ордена Красного Знамени (21.06.1937, 22.10.1937, 13.08.1941)
- Орден Отечественной войны 1-й степени (29.11.1942)
- Медаль «За оборону Севастополя»
- Медаль «За оборону Одессы»[5].

## Память
- Бюст В. А. Лобозова установлен в посёлке Новофёдоровка Сакского района Крыма[5].